# Бондарь, Виктор Васильевич
Ви́ктор Васи́льевич Бо́ндарь (укр. Віктор Васильович Бондар; род. 5 ноября 1975, Ленинград, СССР) — украинский политик, народный депутат Украины, внефракционный.
Министр транспорта и связи Украины в правительстве Юрия Еханурова (2005—2006).
Депутат Верховной рады Украины VII и VIII и IX созывов.
С 5 июня 2015 года — глава партии «Возрождение». С 5 октября 2017 года — глава депутатской группы «Партия „Возрождение“» в Верховной Раде Украины. Кандидат на президентских выборах 2019 года.

## Биография
Родился в семье военного. В 1982 году семья вернулась в Киев.
Учился в Киевском суворовском военном училище (вып. 1992). Окончил с отличием Национальную юридическую академию Украины имени Ярослава Мудрого по специальности «правоведение», учился в 1992—1997 годах.
В 2004 году окончил Национальный технический университет «Киевский политехнический институт» по специальности «информационные управляющие системы и технологии», аналитика компьютерных систем).
Кандидат юридических наук.
В 1993—1996 годах вместе с партнёром учредил и управлял юридической фирмой «Сталкер».
В 1996—1997 годах — советник по юридическим вопросам президента АО «Финансово-промышленная группа „Сигма“» (Харьков).
В 1997—1999 годах — заместитель директора ООО «Европейский фонд развития» (Харьков).
В 1999—2000 годах — глава правления ОАО «Донецкий мясокомбинат».
С июля по сентябрь 2000 года — вице-президент ООО «Украинские коммуникации» (Киев).
В 2000—2005 годах — руководитель Центра информационных ресурсов департамента внутренней политики, заместитель директора Департамента связей с Верховной Радой Украины, начальник управления стратегии развития информационных ресурсов и технологий Секретариата Кабинета Министров Украины.
С июня по сентябрь 2005 года — и. о. первого заместителя Министра транспорта и связи Украины
С 28 сентября 2005 по 4 августа 2006 года министр транспорта и связи Украины. (О своём назначении рассказывал: «Вел переговоры в Китае, когда мне позвонили (не буду говорить кто) и сказали: „Предлагаем быть министром. Да или нет? Можем дать два часа на раздумья“. Я говорю: „Конечно, да“. Второй раз такое могут и не предложить. Буду браться»".) Став министром в 29 лет, являлся самым молодым членом правительства.
С сентября 2006 по сентябрь 2007 года — заместитель главы Секретариата Президента Украины Виктора Балоги. Курировал вопросы региональной политики и кадров.
С сентября по декабрь 2007 года — и. о. главы Днепропетровской облгосадминистрации.
С декабря 2007 по 4 февраля 2010 года — глава Днепропетровской облгосадминистрации. Перед увольнением с поста главы облгосадминистрации депутаты Днепропетровского облсовета выразили недоверие Бондарю. Он открыто заявлял о своей поддержке на президентских выборах Премьер-министра Юлии Тимошенко, тогда как большинство в Днепропетровском облсовете принадлежало Партии регионов, лидер которой Виктор Янукович являлся её соперником.
С мая 2010 по 15 марта 2011 года — заместитель главы Государственной таможенной службы Украины Игоря Калетника.
17 марта 2011 года назначен директором организационно-распорядительного департамента таможенной службы Украины.
На выборах в Верховную Раду Украины 28 октября 2012 года прошел как самовыдвиженец по мажоритарной системе по 191-му округу и стал народным депутатом 7-го созыва. Вошёл в состав фракции Партии регионов. Член Комитета Верховной Рады Украины по вопросам аграрной политики и земельных отношений. 19 февраля 2014 года Бондарь заявил о выходе из состава фракции Партии регионов. Бондарь заявил, что решение о выходе из фракции принял после того, как сотрудники СБУ Хмельницкой области (округ, по которому баллотировался Бондарь находится в этой области) открыли огонь по активистам местного Евромайдана. После выхода из парламентской фракции Партии регионов Виктор Бондарь совместно с другими депутатами-мажоритарщиками основали новую парламентскую группу «Суверенная Европейская Украина».
Избран народным депутатом Украины на парламентских выборах 2014 года по избирательному округу № 191 Хмельницкая область. Член Комитета Верховной Рады Украины по вопросам Регламента и организации работы Верховной Рады Украины.
В мае 2015 года был выбран главой партии «Возрождение». C 5 октября 2017 года — глава депутатской группы «Партия „Возрождение“» в Верховной Раде Украины.
4 февраля 2019 года Центральная избирательная комиссия зарегистрировала Виктора Бондаря кандидатом в Президенты на очередных выборах 31 марта.
Избран народным депутатом Украины на парламентских выборах 2019 года как самовыдвиженец по избирательному округу № 191 Хмельницкая область. Член Комитета Верховной Рады Украины по вопросам транспорта и инфраструктуры.
С сентября 2019 по июль 2022 года — руководитель депутатской группы «За будущее» в Верховной Раде Украины.
С июля 2022 года — внефракционный.

## Уголовное дело
В марте 2011 года в отношении Бондаря было возбуждено уголовное дело по обвинению в пособничестве в умышленном уничтожении незавершенного строительства автовокзала «Теремки». Согласно материалам дела, эти действия повлекли ущерб государству на сумму более пяти с половиной миллионов гривен. Бондарю, который перед вторым туром президентских выборов, выступил с критикой команды кандидата Виктора Януковича, выдвинули обвинение в нанесении убытка государству, согласно документам, подписанных им наряду с другими должностными лицами в 2006 году, ещё на посту министра транспорта и связи. Речь идет о том, что Бондарь завизировал документы, разрешающие строительство на пустыре торгового центра. В 2011 году ГПУ установила, что на пустыре ещё в 1975 году были врыты сваи, стоимость которых может составлять 5 млн грн, именно несохранность этих свай ГПУ расценила как нанесение ущерба государству и вменяет в вину В. Бондарю.

## Политические взгляды
С июля 2008 по апрель 2009 года — заместитель лидера партии «Единый Центр», инициатива о создании которой принадлежала главе администрации президента Ющенко — Виктору Балоге. Организовав финансирование партийной ячейки в Днепропетровской области в результате противоречий о роли партии в президентских выборах — написал заявление о выходе из партии и публично заявил о намерении в дальнейшем избегать партийного членства.
С апреля 2009 года Бондарь беспартийный.
После первого тура президентских выборов-2010 (когда президент Ющенко набрал лишь около 5 % голосов) в январе 2010 года Виктор Бондарь начал работать на победу Юлии Тимошенко, несмотря на то, что президент Виктор Ющенко фактически работал на победу Януковича, призывая «оранжевого избирателя» голосовать «против всех». 4 февраля 2010 года президент Ющенко уволил Виктора Бондаря с должности губернатора (председателя Днепропетровской облгосадминистрации) — 7 февраля состоялся решающий Второй тур президентских выборов-2010. Сам Бондарь также отмечал, что его увольнение с должности председателя ОГА было абсолютно политическим и связано с отказом помогать Ющенко-Януковичу во время президентских выборов.
В мае 2012 года, оставив работу в таможне, начал активную избирательную кампанию в 191 мажоритарном округе, откуда является выходцем. Его основным оппонентом по округу был кандидат от Партии Регионов глава Хмельницкого облсовета Николай Дерикот. В результате чего беспартийному Бондарю в ходе кампании пришлось противостоять админресурсу. По результату подсчета голосов Виктор Бондарь набрал на 4,66 % (на 4117 голосов) больше своего оппонента от власти. Виктор Бондарь победил на выборах по 191 округу, получив 25,40 % голосов (22 449).
В 2014 году Виктор Бондарь победил на том же 191 мажоритарном округе в Хмельницкой области. Его основным оппонентом был кандидат от партии власти «Блок Петра Порошенка» Денис Москаль. Повторная борьба с админресурсом и в результате победа Виктора Бондаря с результатом 18,61% голосов (15246) на 4,09 % больше, чем у главного оппонента.
В 2019 году на выборах в Верховную Раду Украины Виктор Бондарь в третий раз побеждает на 191 округе Хмельницкой области с результатом 30,63%, опережая главного оппонента от партии «Слуга народа» Марину Потапову. В этот раз Виктора Бондаря поддержали 21514 избирателей округа.

## Личная жизнь
Разведён, воспитывает троих сыновей и дочь.
Увлекается IT-технологиями и дайвингом.

## Награды
- Орден «За заслуги» III степени.
- Офицер ордена «За заслуги перед Литвой» (13 ноября 2006 года, Литва)[12].
- Почётная грамота Кабинета Министров Украины.
- Почётная грамота Верховной Рады Украины.